# Daniel Barbosa (futebolista)
Danie Pedro Pires Barbosa (Freamunde, 21 de março, 1985) é um futebolista de Portugal, que joga habitualmente a médio.
Formado nas camadas jovens do Sport Clube de Freamunde, permance no clube desde 2003.